# 德雷索爾 (伊利諾伊州)
德雷索爾（英語：Dressor）是位於美國伊利諾伊州費耶特縣的一個非建制地區。該地的面積和人口皆未知。

## 地理
德雷索爾的座標為39°10′23″N 89°03′04″W / 39.17306°N 89.05111°W，而該地的平均海拔高度為183米（即600英尺）。